# Nappanee
Nappanee és una població dels Estats Units a l'estat d'Indiana. Segons el cens del 2000 tenia 6.710 habitants.

## Demografia
Segons el cens del 2000, Nappanee tenia 6.710 habitants, 2.521 habitatges, i 1.792 famílies. La densitat de població era de 702,1 habitants/km².
Dels 2.521 habitatges en un 39,2% hi vivien nens de menys de 18 anys, en un 57,1% hi vivien parelles casades, en un 9,3% dones solteres, i en un 28,9% no eren unitats familiars. En el 23,9% dels habitatges hi vivien persones soles el 8,6% de les quals corresponia a persones de 65 anys o més que vivien soles. El nombre mitjà de persones vivint en cada habitatge era de 2,65 i el nombre mitjà de persones que vivien en cada família era de 3,15.
Per edats la població es repartia de la següent manera: un 29,7% tenia menys de 18 anys, un 10,6% entre 18 i 24, un 30,9% entre 25 i 44, un 17,9% de 45 a 60 i un 11% 65 anys o més.
L'edat mediana era de 31 anys. Per cada 100 dones de 18 o més anys hi havia 97,5 homes.
La renda mediana per habitatge era de 45.988$ i la renda mediana per família de 53.329$. Els homes tenien una renda mediana de 36.200$ mentre que les dones 21.733$. La renda per capita de la població era de 19.229$. Entorn del 4,5% de les famílies i el 4,6% de la població estaven per davall del llindar de pobresa.

## Poblacions més properes
El següent diagrama mostra les poblacions més properes.